# 室橋裕和
室橋 裕和（むろはし ひろかず、1974年 - ）は、日本のフリーライター。

## 来歴
埼玉県入間市出身。両親は共働きで町工場の営業をしていた。沢木耕太郎『深夜特急』を読んでバックパッカーに憧れ、東京の大学に進学後はアルバイトで貯めた資金で中国、インド、中近東などを旅行した。編集プロダクションに入社した友人に頼まれてほぼ一人で執筆した『バックパッカー読本』（双葉社）がデビュー作となった。
週刊文春の記者を経てタイに移住。現地発日本語情報誌『Gダイアリー』『アジアの雑誌』デスクを務め、10年に渡りタイ及び周辺国を取材する。2014年に帰国後はアジア専門のライター、編集者を務める。『北関東の異界　エスニック国道354号線―絶品メシとリアル日本―』で第22回新潮ドキュメント賞候補。

## 著書

### 単著
- 『バンコクドリーム 「Gダイアリー」編集部青春記』イースト・プレス, 2019
- 『日本の異国 在日外国人の知られざる日常』晶文社, 2019
- 『ルポ新大久保 移民最前線都市を歩く』辰巳出版, 2020
- 『北関東の異界　エスニック国道354号線―絶品メシとリアル日本―』新潮社, 2023
- 『カレー移民の謎　日本を制覇する「インネパ」』集英社, 2024

### 共著
- 『アジアの雑誌 タイで集めたアジアの生情報を満載! その先のアジアへミャンマー・ラオス・カンボジア 復刻版』室橋裕和 ほか 著, Watch!CLMB 編. キョーハンブックス, 2014
- 『移住者たちのリアルな声でつくった海外暮らし最強ナビ アジア編』海外移住情報研究会共編. 辰巳出版, 2017
- 『おとなの青春旅行』講談社現代新書 下川裕治共編著. 2018